# Liste der Monuments historiques in Portieux
Die Liste der Monuments historiques in Portieux führt die Monuments historiques in der französischen Gemeinde Portieux auf.

## Liste der Immobilien
| Bezeichnung          | Beschreibung                                                      | Standort                        | Kennzeichnung | Schutzstatus | Datum | Bild |
| -------------------- | ----------------------------------------------------------------- | ------------------------------- | ------------- | ------------ | ----- | ---- |
| Spinnerei von Vincey | zwischen 1892 und 1903 erbaut; heute teilweise als Museum genutzt | 11 rue d’Alsace (Vincey) (Lage) | PA00107339    | Inscrit      | 1991  |      |

## Liste der Objekte
| Bezeichnung                | Beschreibung                          | Standort                                           | Kennzeichnung | Schutzstatus | Datum | Bild |
| -------------------------- | ------------------------------------- | -------------------------------------------------- | ------------- | ------------ | ----- | ---- |
| Skulptur Heiliger Fiacrius | Holz, farbig gefasst, 18. Jahrhundert | im Priorat Belval (Lage)                           | PM88000688    | Classé       | 1965  |      |
| Weihwasserbecken           | Stein, bezeichnet 1557                | in der Kirche Exaltation-de-la-Sainte-Croix (Lage) | PM88000683    | Classé       | 1907  |      |
| Chorschranke               | Schmiedeeisen, 18. Jahrhundert        | in der Kirche Exaltation-de-la-Sainte-Croix (Lage) | PM88000685    | Classé       | 1955  |      |
| Pietà                      | Stein, 16. Jahrhundert                | in der Kirche Exaltation-de-la-Sainte-Croix (Lage) | PM88000684    | Classé       | 1955  |      |
| Kapitell                   | Stein, 12. Jahrhundert                | im Priorat Belval (Lage)                           | PM88000686    | Classé       | 1965  |      |
| Kapitell                   | Stein, 12. Jahrhundert                | im Priorat Belval (Lage)                           | PM88000687    | Classé       | 1965  |      |